# 武曾刑部
武曾 刑部（むそう ぎょうぶ）は、戦国時代の武将。朝倉氏第11代当主朝倉義景家臣。

## 経歴・人物
越前坂井郡矢地館主。